# Asep Budi Santoso
Asep Budi Santoso (sinh ngày 19 tháng 9 năm 1990) là một cầu thủ bóng đá người Indonesia hiện tại thi đấu cho Persiraja Banda Aceh ở vị trí hậu vệ.